# Канігу
Пік Каніґу́ (фр. Le pic du Canigou) або Каніго́ (кат. Pic del Canigó) — найсхідніша гірська вершина Піренеїв. Розташована в історичному районі (кумарці) Кунфлен на території французького департаменту Східні Піренеї. З гори Каніґу відкривається вид на долину Русільйону, у погожі дні можна побачити Барселону.
Відомий тим, що біля нього розташовані абатства Св. Мартина з Каніґу (кат. Sant Martí del Canigó) та Св. Михаїла з Куші (кат. Sant Miquel de Cuixà), засновані ще у ті часи, коли ця територія входила до складу Каталонії. Щороку 22 червня на Каніґу розпалюють вогнище, від якого запалюють санжуанівські петарди у містах і містечках Східних Піренеїв.
Пік Каніґу є одним з найголовніших символів Каталонії. Відповідно до каталонської національної ідеології, Каталонія виникла саме на цій території, а Русільйон був першою каталонською кумаркою, з якої почалося визволення країни від маврів. Поряд з Каніґу міститься могила каталонського графа Ґіфре II Сарданського (кат. Guifré II de Cerdanya).
Про Каніґу написано популярну каталонську пісню («Muntanyes de Canigó, fresques són i regalades»), а також поема Жасіна Бардаге «Каніґу».

## Фото

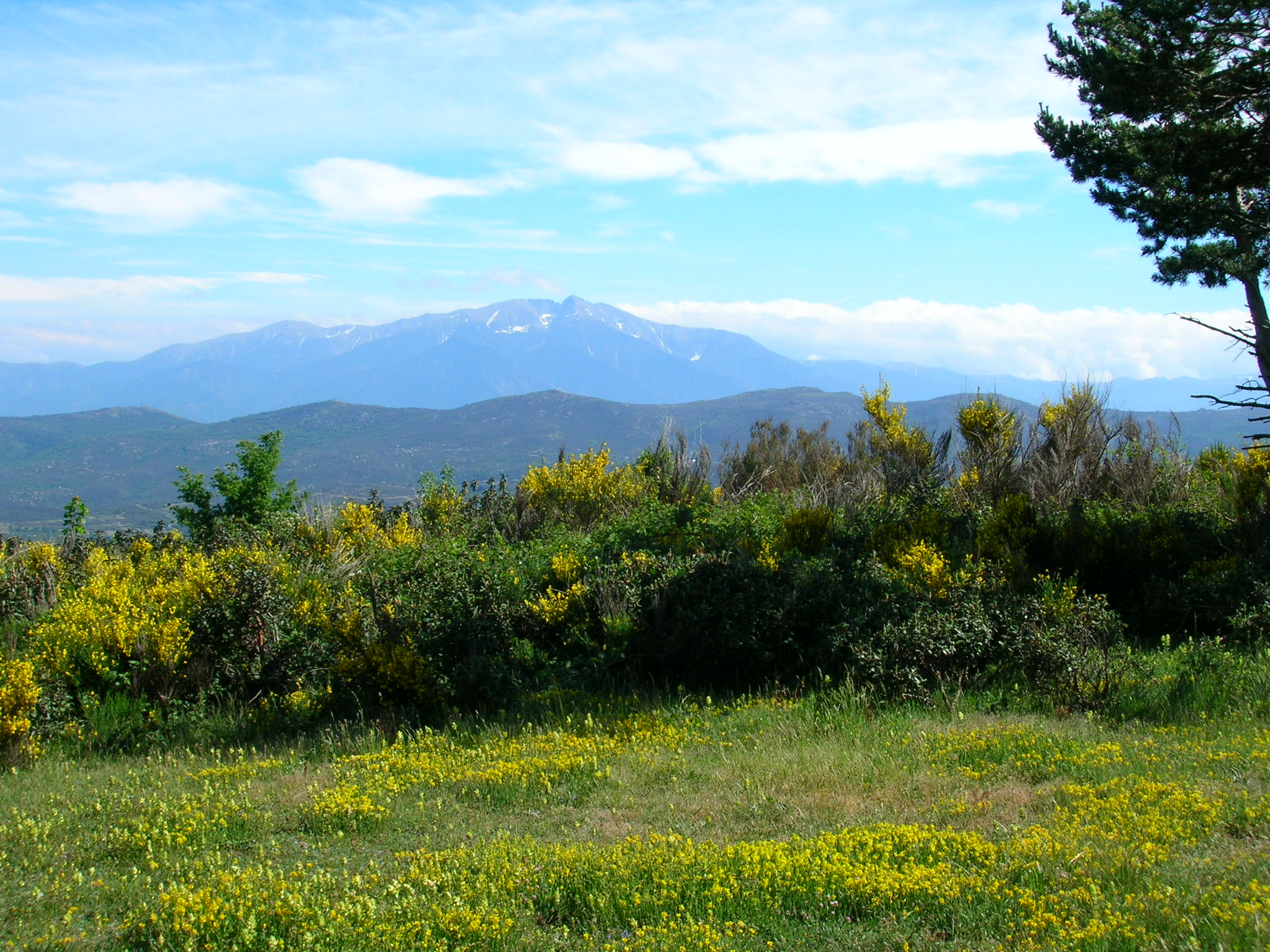
Вид на Каніґу
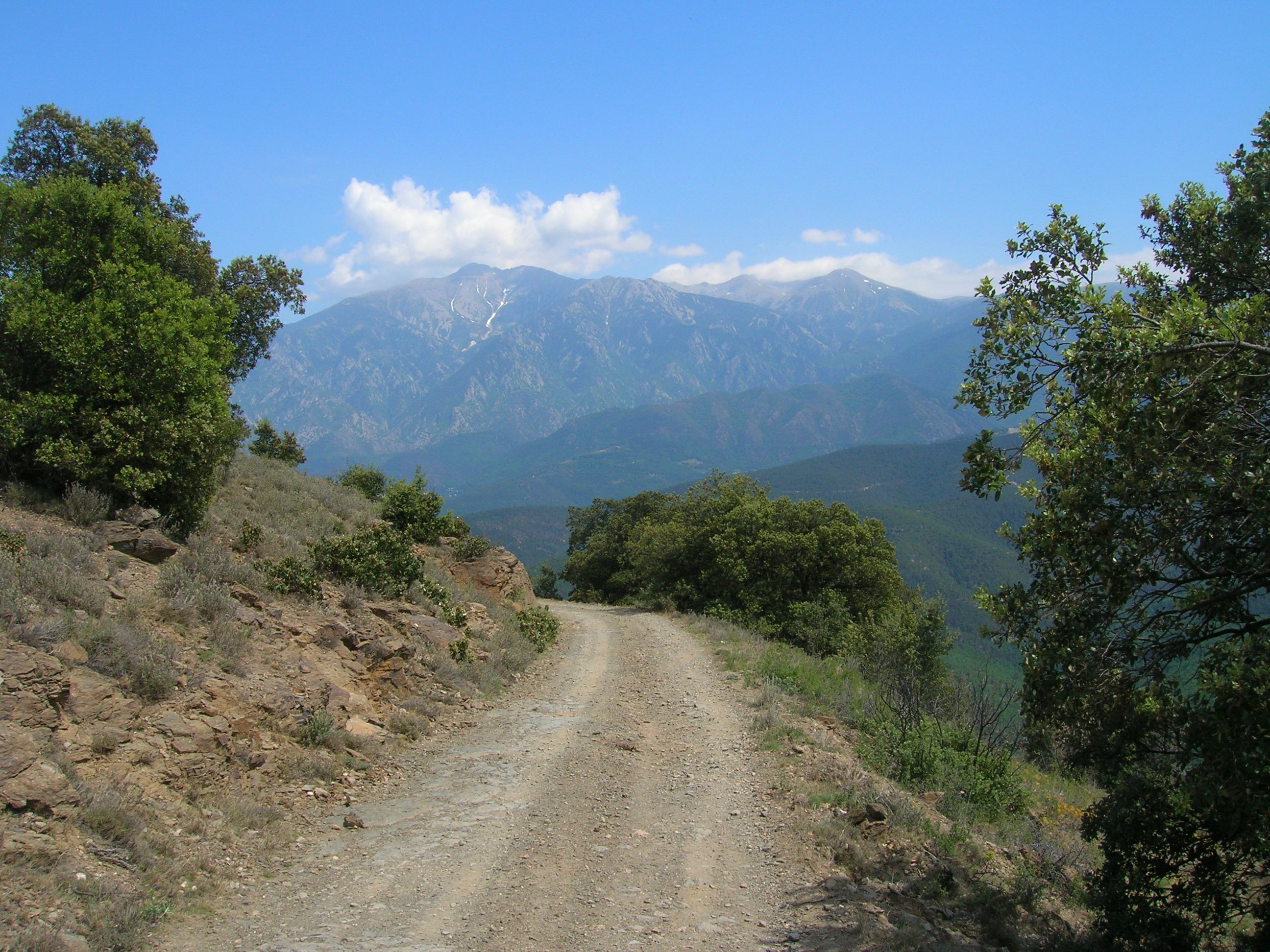
Вид на Каніґу з Жужулс
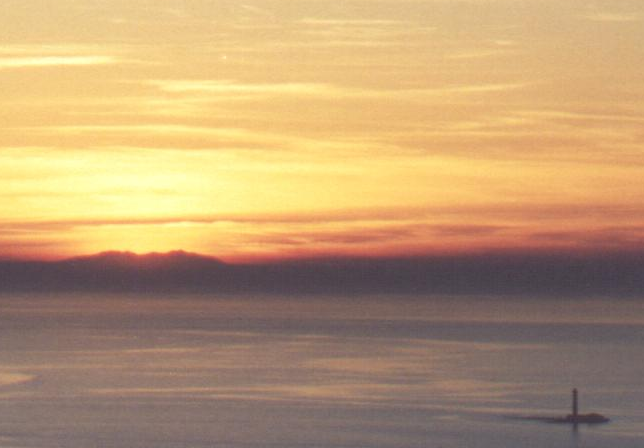
Вид на Каніґу з Марселя
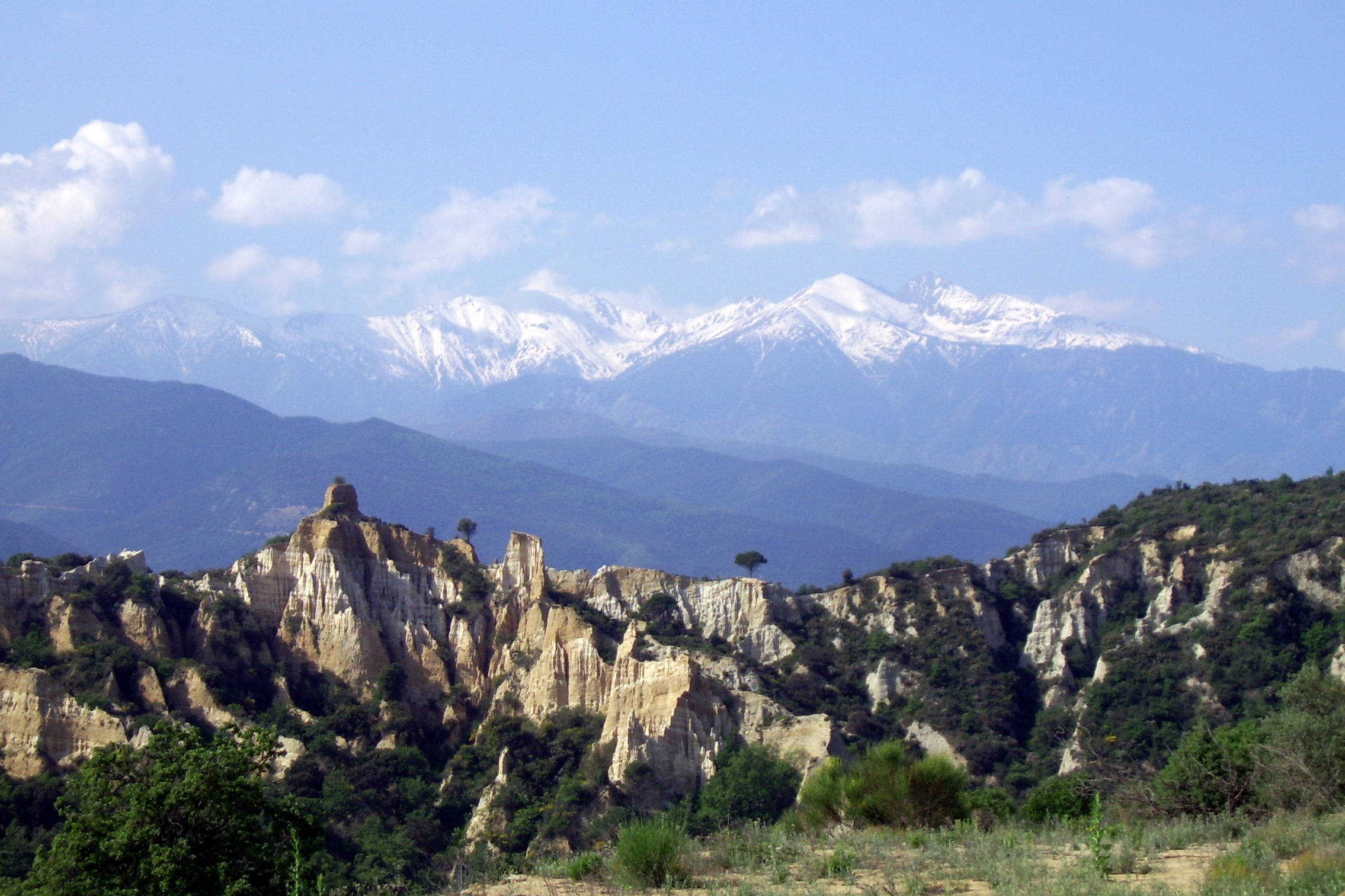
Вид на Каніґу з Орґас д'Іля
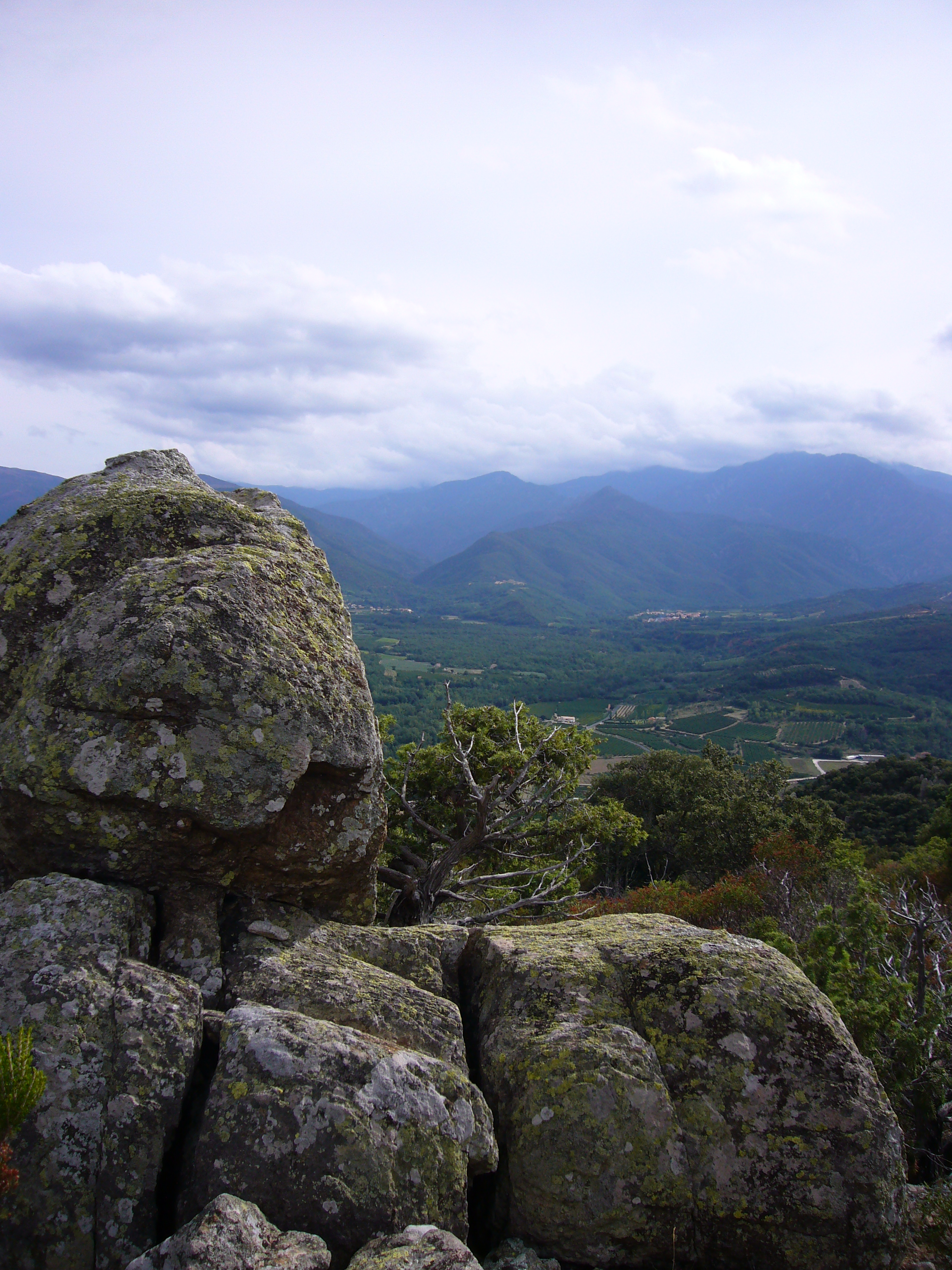
Вид на Каніґу з Вінси
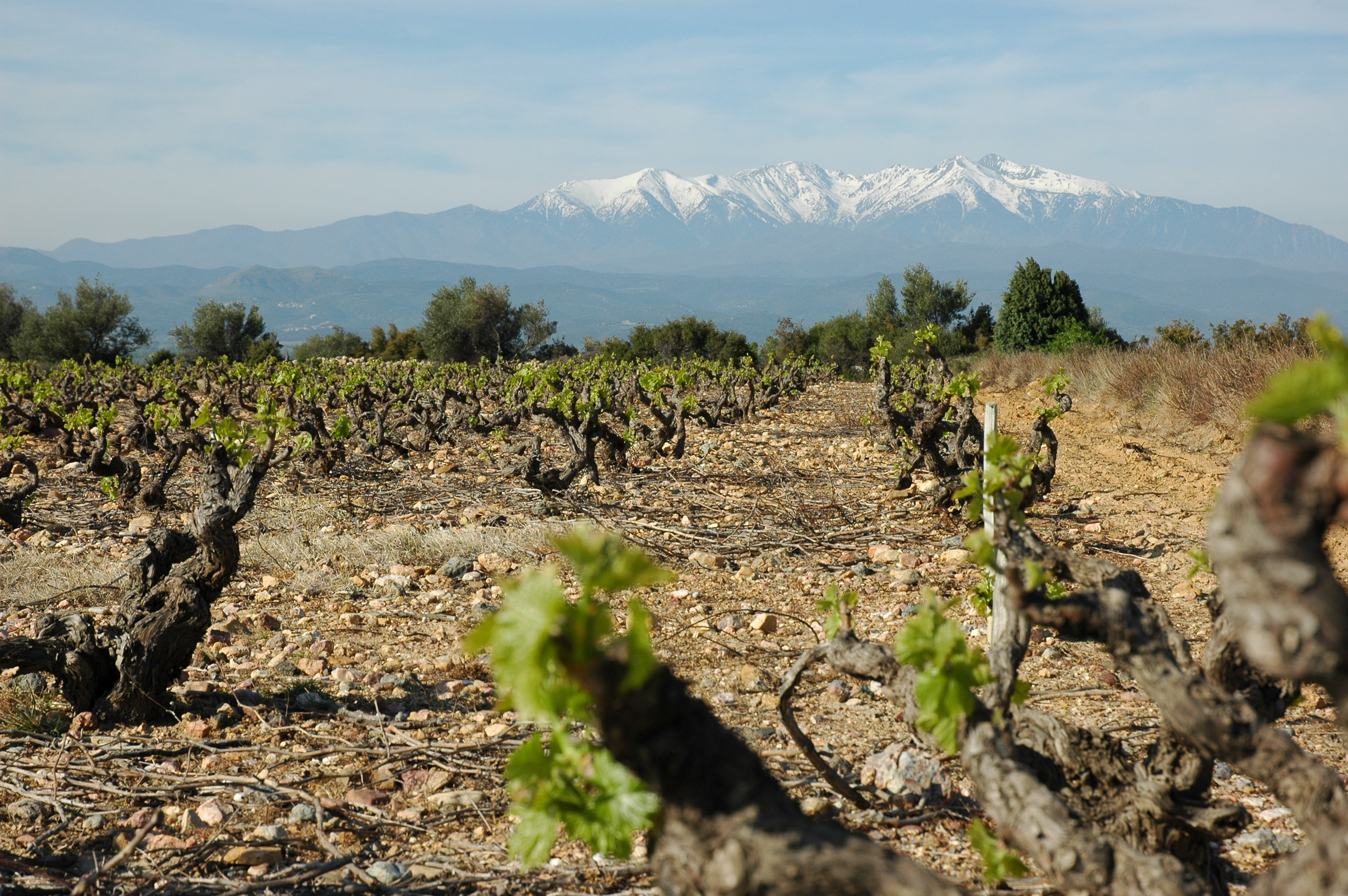
Вид на Каніґу з Рібасальтаса

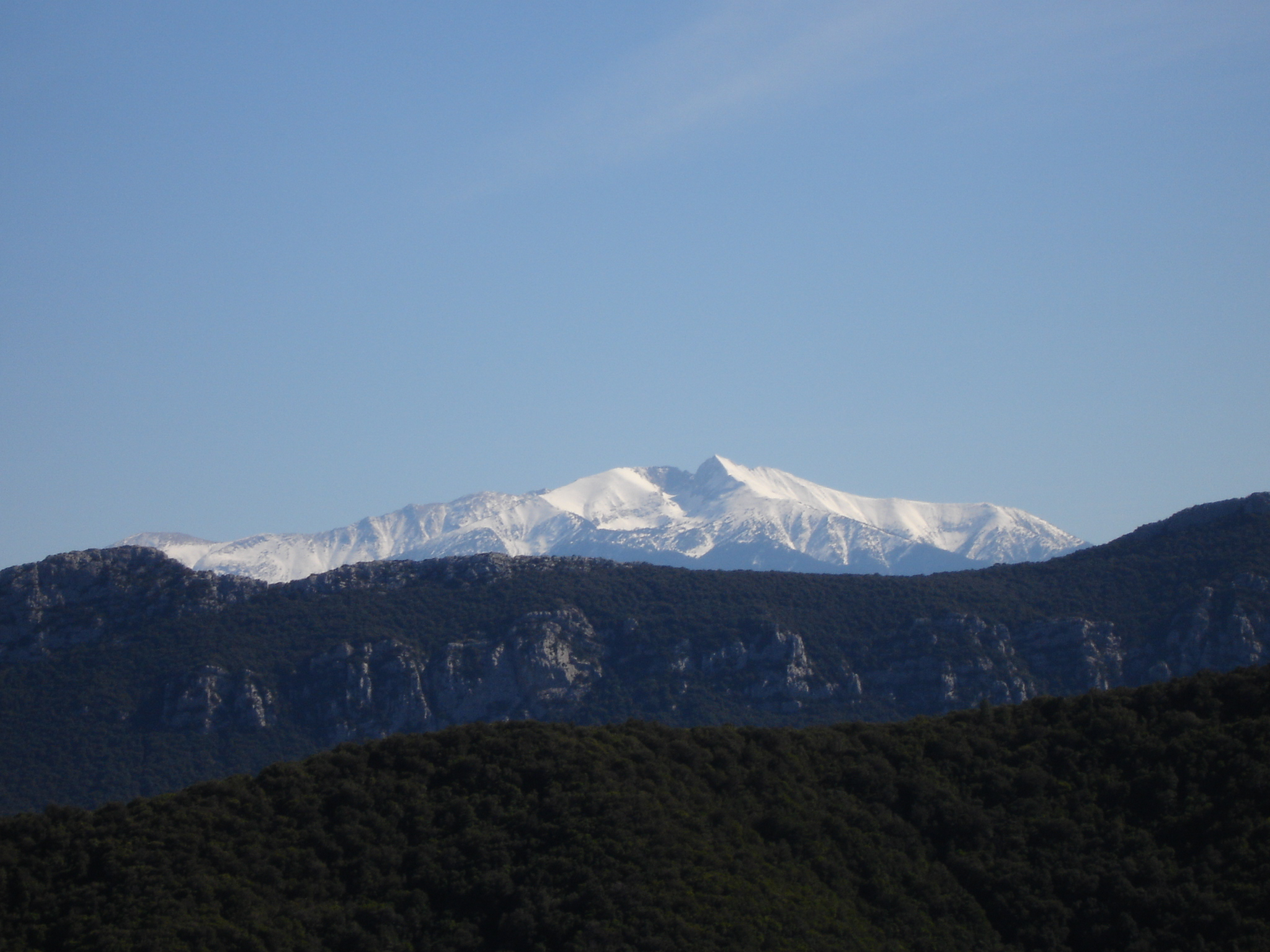
Вид на Каніґу
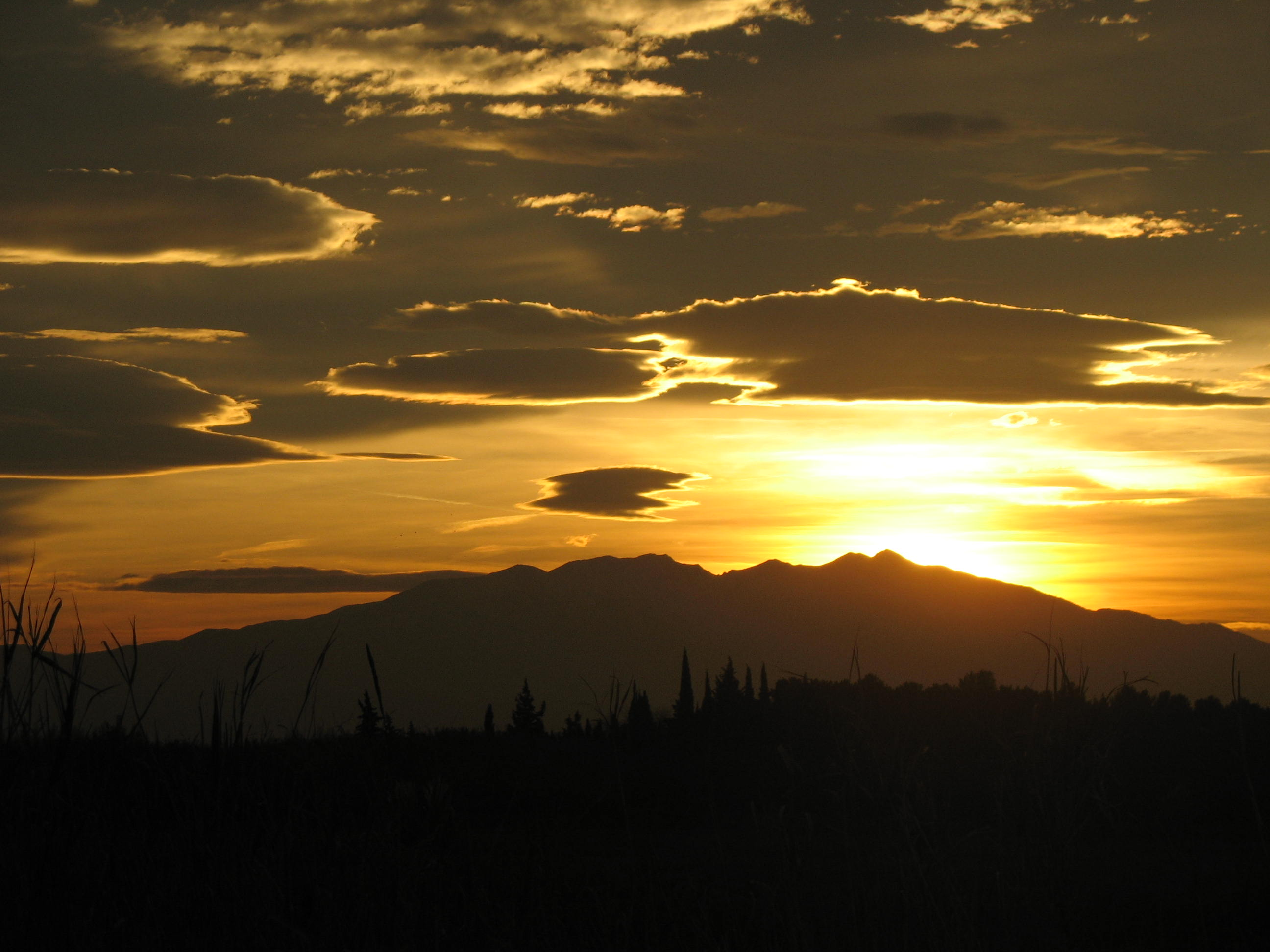
Вид на Каніґу з Сан Льоренс да ла Саланки
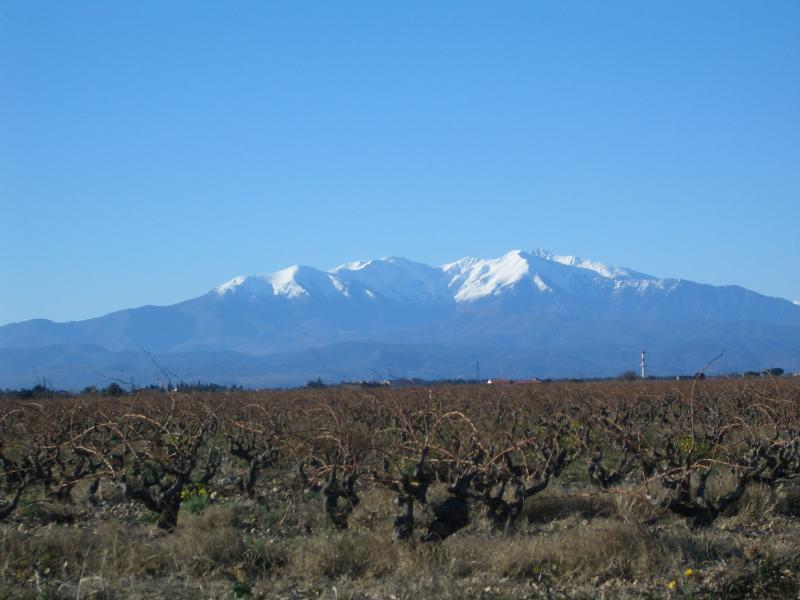
Вид на Каніґу
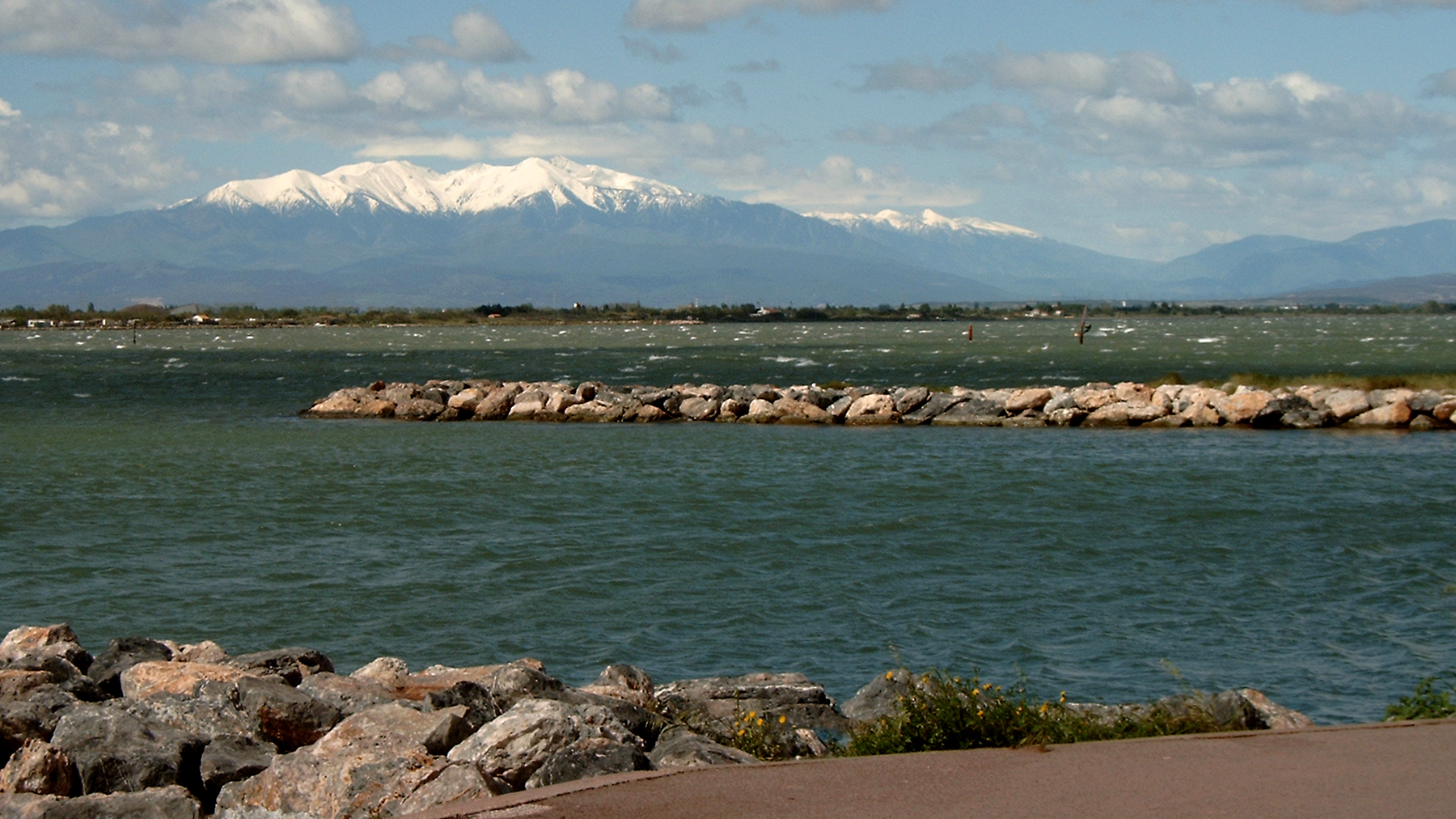
Вид на Каніґу з Бакарес
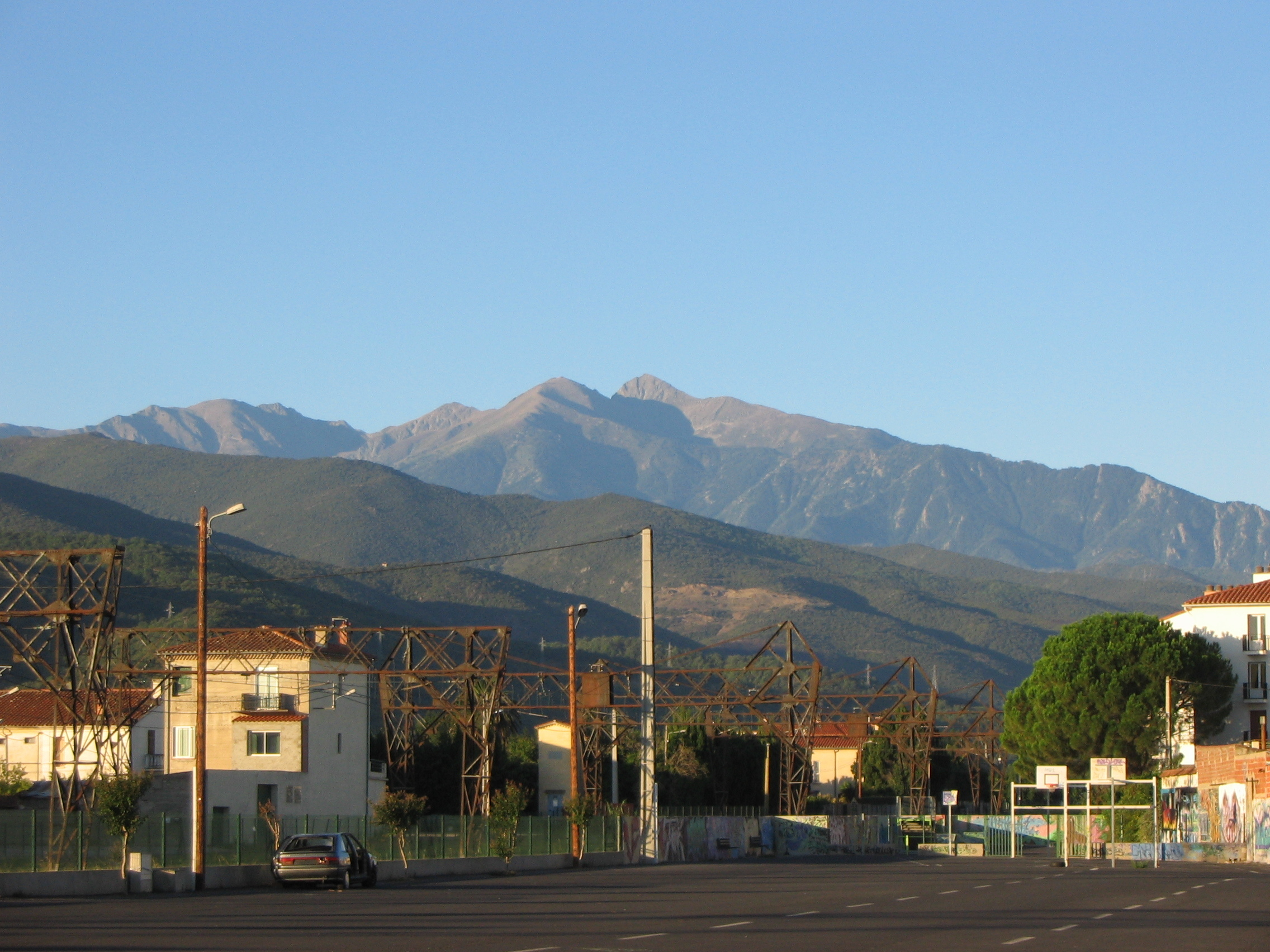
Вид на Каніґу з Іля да Тет
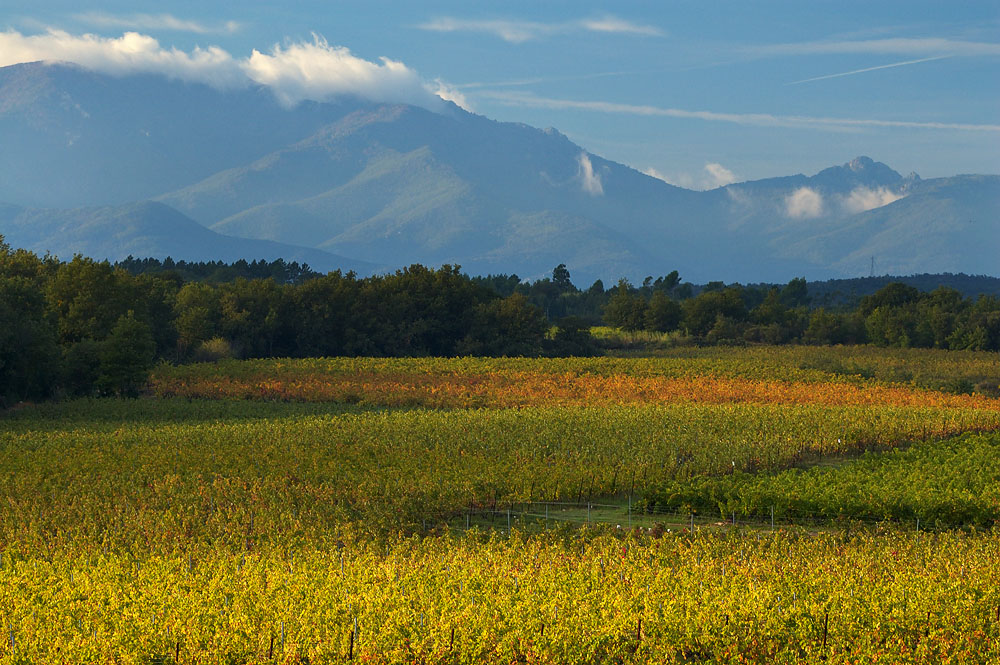
Вид на Каніґу з Перпіньяна